# Vocance
Vocance település Franciaországban, Ardèche megyében. Lakosainak száma 615 fő (2022. január 1.). Vocance Monestier, Roiffieux, Saint-Alban-d’Ay, Saint-Julien-Vocance, Saint-Symphorien-de-Mahun, Satillieu, Vanosc és Villevocance községekkel határos.

## Népesség
A település népessége az elmúlt években az alábbi módon változott:
| Lakosok száma | 823  | 699  | 661  | 618  | 576  | 597  | 610  | 628  | 623  | 615  |
|               | 1968 | 1982 | 1990 | 2006 | 2013 | 2015 | 2017 | 2019 | 2020 | 2022 |